# Ліпунов Володимир Михайлович
Володимир Михайлович Ліпунов (рос. Владимир Михайлович Липунов, нар. 17 серпня 1952, Райчихінськ, Амурська область) — радянський і російський вчений-астрофізик, професор МДУ, доктор фізико-математичних наук (1991), письменник-фантаст (під псевдонімом Володимир Хлумов).

## Біографія
Народився 17 серпня 1952 року в Райчихінську Амурської області.
1976 року закінчив Московський державний університет і до 1979 року працював у Києві в Головній астрономічній обсерваторії Академії наук Української РСР.
В 1982 закінчив аспірантуру МДУ (вчився в академіка Якова Зельдовича) і з 1981 по 1992 був доцентом в Астрономічному відділенні факультету фізики МДУ і працював у Державному астрономічному інституті ім. П. К. Штернберга. Потім почав працювати професором на кафедрі астрофізики та зоряної астрономії МДУ, де читає лекції та веде семінари до теперішнього часу.
Автор понад 100 наукових праць, у тому числі монографій, навчальних посібників та науково-популярних книг.
Член Спілки письменників Росії (видається під псевдонімом Володимир Хлумов). Перша його книга — «Стара діва Марія» (1997). Автор п'єс «Діти зірок» (1990), «Стара пісня» (1996), «Нічна варта» (1996), повістей «Листя московської осені» (1996), «Чарівність» (1998), «Чайка на ім'я Федір» (2000). У квітні 1999 року Ліпунов організував літературний інтернет-журнал «Російська палітурка».

## Відзнаки
- В. М. Ліпунов — член Міжнародного астрономічного союзу (1993) та Європейського астрономічного товариства (1993).
- Лауреат Всесоюзного конкурсу товариства «Знання» (1987) та Премії ім. М. В. Ломоносова МДУ (2002).
- Заслужений працівник вищої школи Російської Федерації[ru] (2006).
- Премія імені Ф. О. Бредіхіна Російської академії наук (2016)
- Почесний професор МДУ ім. М. В. Ломоносова (2018)[4]